# كهف تشيرتوفي فوروتا
كهف تشيرتوفي فوروتا (يُعرف بـ كهف بوابة الشيطان بالعربية) هو موقع أثري من العصر الحجري الحديث يقع في جبال سيخوت ألين، على بعد حوالي 12 كـم (7 ميل) من مدينة دالنيغورسك في بريمورسكي كراي، روسيا. يقع الكهف الكارستي على منحدر من الحجر الجيري ويقع على ارتفاع حوالي 35 م (115 قدم) فوق نهر كريفايا، أحد روافد نهر رودنايا أدناه. يقدم تشيرتوفي فوروتا دليلًا آمنًا لبعض أقدم المنسوجات الباقية الموجودة في السجل الآثاري.